# Campaña de Coro
La Campaña de Coro fue una campaña militar emprendida por las fuerzas leales a la Junta Suprema de Caracas en contra de la ciudad de Coro, que desconocía la legalidad de la Junta de Caracas como regente de la Capitanía General de Venezuela durante la ausencia del Rey y en su lugar reconocía a la Junta de Cádiz.

## Campaña
En 1808 la Capitanía General tenía una guarnición de 10 000 hombres, un quinto de ellos peninsulares. Se desconoce cuántos se sumaron a la revuelta. Más de la mitad se concentraban en Caracas, La Guaira, Valencia, valles de Aragua, Puerto Cabello y San Carlos, quedando las provincias de Barinas, Guayana y Maracaibo muy desguarnecidas. En la Capitanía General había 13.216 hombres distribuidos entre Caracas (3.438 hombres en una compañía de granaderos, once de fusileros, una de artilleros, dos de milicianos blancos disciplinados, cuatro de pardos, dos de negros y un batallón de milicias irregulares de blancos -nueve compañías-, otro de pardos y un escuadrón de blancos), Valencia (1.530 en un batallón de milicianos blancos -nueve compañías- y otro de pardos), valles de Aragua (1.530 en un batallón de milicianos blancos y otro de pardos), San Carlos (200 en dos escuadrones de caballería), Cumaná (2.916 plazas en tres compañías de línea, una de artillería, dos de milicias disciplinadas de blancos y una de pardos, doce compañías de milicianos blancos, once de pardos, dos de caballería blanca), Maracaibo (1.218 plazas en cuatro compañías de línea, una de artillería, una compañía de pardos disciplinados, cinco compañías milicias de blancos y otras cuatro de pardos), Angostura (1.720), Isla Margarita (1.170) y Barinas (77).
La expedición organizada en Caracas estaba comandada por el brigadier Francisco Rodríguez del Toro; y contaba alrededor de 4.200 milicianos. La expedición arribó a Siquisique, (que era el límite que separaba ambos bandos) el 1 de noviembre, y de allí penetró en tierras corianas en 3 columnas: 1200 tropas en vanguardia al mando del coronel Luis Santinelli; 1400 infantes dirigidos por Miguel Uztáriz y 6 cañones operados por Diego Jalón; y una retaguardia de 1600 jinetes e infantes comandados por Tomás Montilla. El día 22 recibieron refuerzos en Sabaneta hasta alcanzar los 4.300. Los realistas estaban al mando de los brigadieres Ceballos y Miyares, gobernadores de Coro y Maracaibo respectivamente. Las fuerzas caraqueñas vencieron a los corianos en Aguanegra, Pedregal, Aribanaches y el 28 de noviembre atacaron Coro. El 30 de noviembre inicio la Batalla de Sabaneta donde los patriotas vencieron y la Batalla de Guedequis donde venció el capitán general Fernando Miyares. El ataque progresaba positivamente para los caraqueños hasta que llegaron noticias de que desde Maracaibo se acercaban refuerzos para los corianos, en peligro de quedar atrapado Francisco Rodríguez del Toro se retiró.